# Kalamatianos
Kalamatianos ist ein ländlicher griechischer Volkstanz, der in Variationen in fast ganz Griechenland verbreitet ist. Der Begriff Kalamatianos wird fälschlicherweise (auch in vielen Büchern) für Syrtos verwendet. Der Name „Kalamatianos“ stammt von einem Tanzlied mit dem Text „και αν πας στην Καλαμάτα και έρθεις με το καλό φέρε μου ένα μαντήλι Καλαματιανό“ („und wenn du nach Kalamata kommst und zurückkehrst bring mir ein Tuch aus Kalamata“) und gibt einen Hinweis über die Herkunft dieses speziellen Tanzliedes, nämlich Kalamata auf dem Peloponnes. Der Name des griechischen Tanzes Syrtos gibt einen Hinweis über den Charakter des Tanzes Syrtos (von syre – schleifen, ziehen). Er ist im 7/8-Takt geschrieben mit dem tänzerischen Motiv (στα δύο, deutsch „auf zwei“) lang, kurz, kurz im Verhältnis 3:2:2 (επτάσημος). Die Schrittfolge besteht aus 12 Schritten mit viermal drei Einheiten. Sie wird auf vier Takte getanzt und stimmt mit der musikalischen Phrase überein.
Der einfachste Rhythmus besteht aus einer punktierten Viertelnote (lang), gefolgt von zweimal zwei Achteln (kurz, kurz). Während der Rhythmus der zwei kurzen Teile sehr selten variiert wird, findet man für den langen Teil auch: Viertel + Achtel, punktierte Achtel + Sechzehntel + Achtel sowie punktierte Achtel + drei Sechzehntel.
Beispiele aus dem Herkunftsland Griechenland sind:
Μήλο μου κόκκινο (Griechisch Makedonen)
Άσπρα μου περιστέρια uvm
- Dance of Zalongo (Gerassimos Floratos)
- Gerakina (Gerassimos Floratos – Gr. Makedonien)
- M' agapa [Peloponnes|peloponnesischer]

In Deutschland veröffentlichte der Kinderliedermacher Fredrik Vahle 1984 auf dem Album Anne Kaffeekanne das auf einem Kalamatianos basierende Lied Kawuras, der Krebs. Das Album ist bis heute eines der bekanntesten Kinderlieder-Alben.